# Родник в окрестностях села Чубовка
Родник в окрестностях села Чубовка — гидрологический памятник природы, родник с питьевой водой, находящийся в селе Чубовка Кинельского района Самарской области России.

## Общая информация

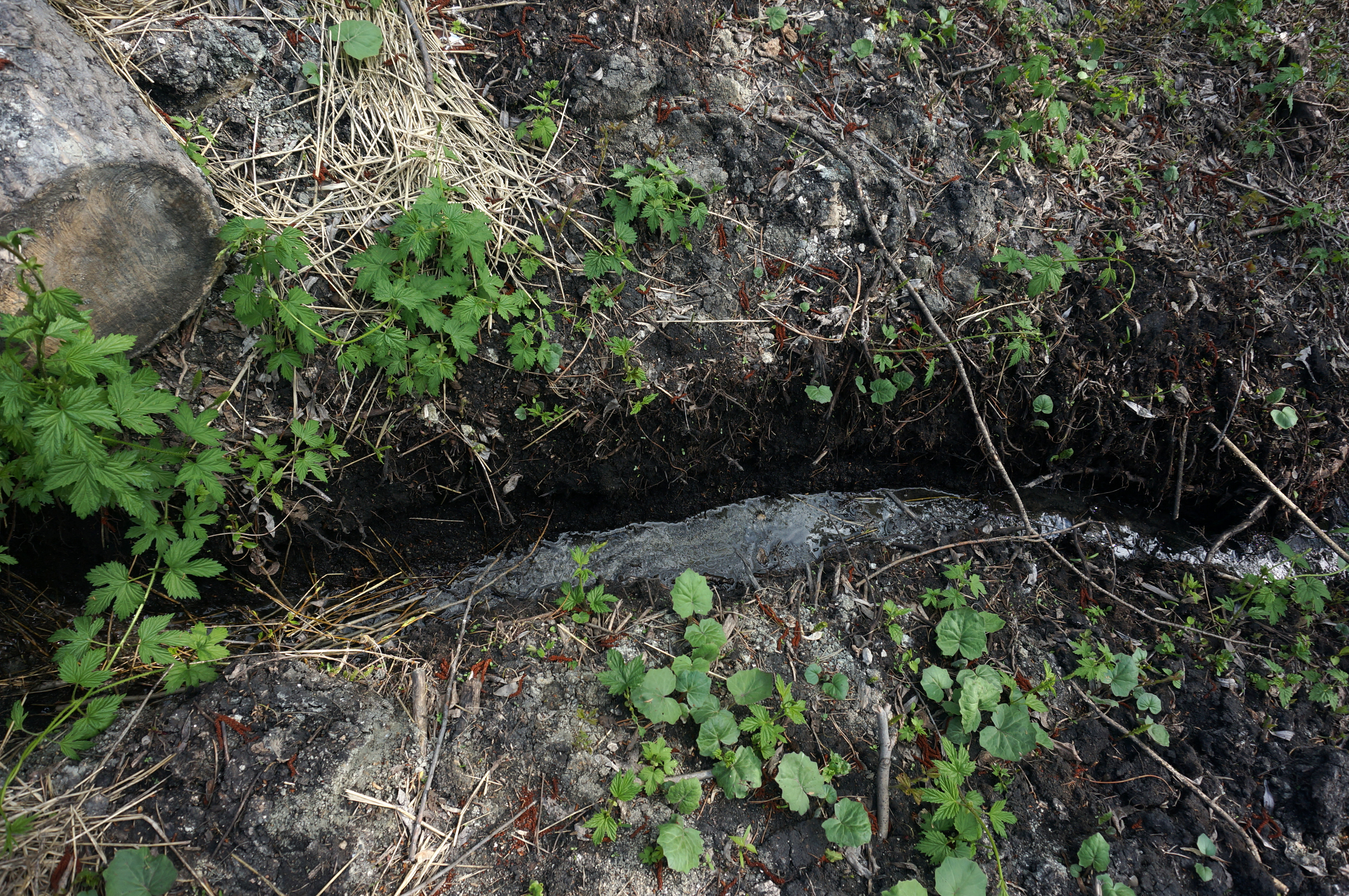
Водоток по склону оврага

Статус памятника природы был присвоен 3 ноября 1987 года решением исполнительного комитета Куйбышевского областного Совета народных депутатов. Тогда под охрану была взята группа источников пресной воды, стекающих по береговым склонам реки Красная горка, площадь охраняемой территории оставляла 0,5 га.
В 1993 году площадь охраняемой территории была уменьшена до 0,1 га. В Голубой книге Самарской области, вышедшей в 2007 году, целью создания памятника природы указывалось сохранение истокового и долинного степного природного комплекса.
Статус памятника изменялся и дальше, последний раз он был уточнён постановлением правительства Самарской области от 23.12.2009 № 722 «Об утверждении Положений об особо охраняемых природных территориях регионального значения». По нему площадь охраняемой территории составляет лишь 100 м², а целью существования памятника является сохранение родника, источника чистой питьевой воды.

## Физико-географические характеристики
Территория относится к Высокому Заволжью в лесостепной зоне Русской равнины. Охраняемая в настоящее время территория располагается в северо-восточной части села Чубовка Кинельского района Самарской области.
Левый приток реки Падовка Красная горка имеет древнюю долину (овраг Красная горка или Каменный) с крутым правым и более пологим левым берегами. На склонах правого берега на высоте 7-10 метров от водотока из толщи пермских пород (красноцветно-шоколадных глин и суглинков) выбивается несколько родников, ранее находившихся на территории памятника природы. С уменьшением площади охранной территории уменьшилось и число родников на территории — с 2009 года охраняется единственный источник. В настоящее время родник заключён в колодец со стоком избытков воды в овраг через сооружённую купальню.

### Климат

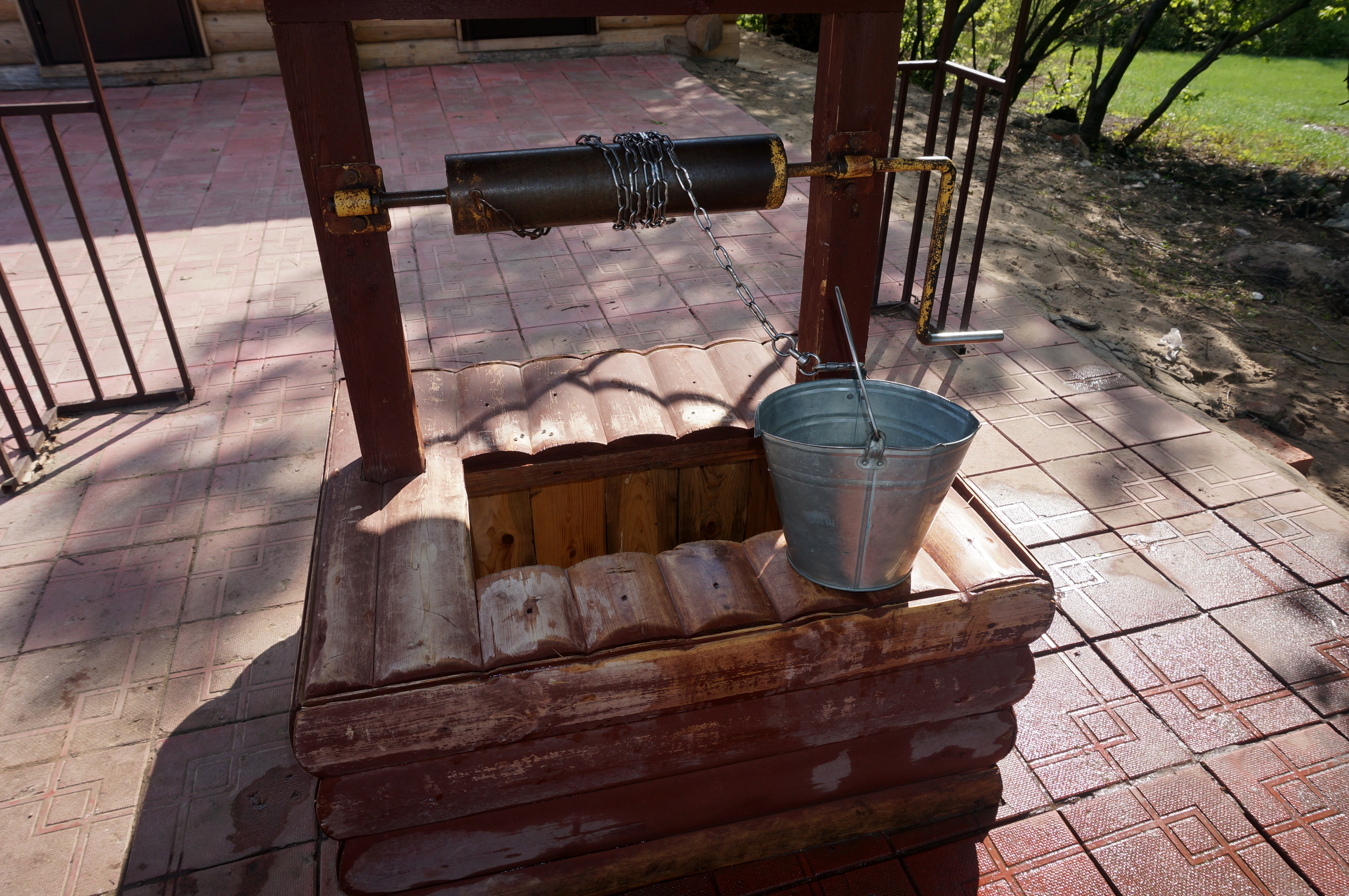
Колодец

Климат континентальный с жарким летом и холодной зимой. Средняя температура января −13,5 °C, средняя температура июля 20,5 °C. Средняя годовая температура +3,8 °C, сумма активных температур 2550 °C. Безморозный период продолжается около 137 дней, последние весенние заморозки случаются в первой декаде мая, ранние осенние — в конце сентября. Среднесуточная температура выше 0 °C устанавливается около 5 апреля.
Средняя годовая сумма осадков в зоне составляет 387 мм, в отдельные годы достигая 450 мм, из них в тёплый период (апрель-октябрь) в среднем выпадает 257 мм. Устойчивый снежный покров появляется начале третьей декады ноября. Снежный покров достигает высоты в 25—30 см, обычно сходит в середине апреля.

### Геология, геоморфология и почвенный покров
Территория памятника является частью провинции Высокого Заволжья и представляет собой возвышенную равнину с глубокими и глубокими речными долинами, водоразделы над которыми поднимаются до 100—150 метров. Сеть второстепенных долин и оврагов сильно осложняет рельеф. Охраняемый участок представляет собой открытую степную равнину, лежащую на абсолютной высоте 75-100 м.
Территория сложена породами пермского периода, в основном отложениями татарского яруса: красноцветная песчано-глинистая толща с прослоями пёстрых мергелей, серых известняков и доломитов. Песчаники играют небольшую роль. В нижней части разреза встречаются маломощные прослои гипса и ангидрита. Ещё глубже залегающий казанский ярус представлен известняками и гипсами.
Почва в основном представлена долинными (террасовыми) чернозёмами.

## Биологическое разнообразие

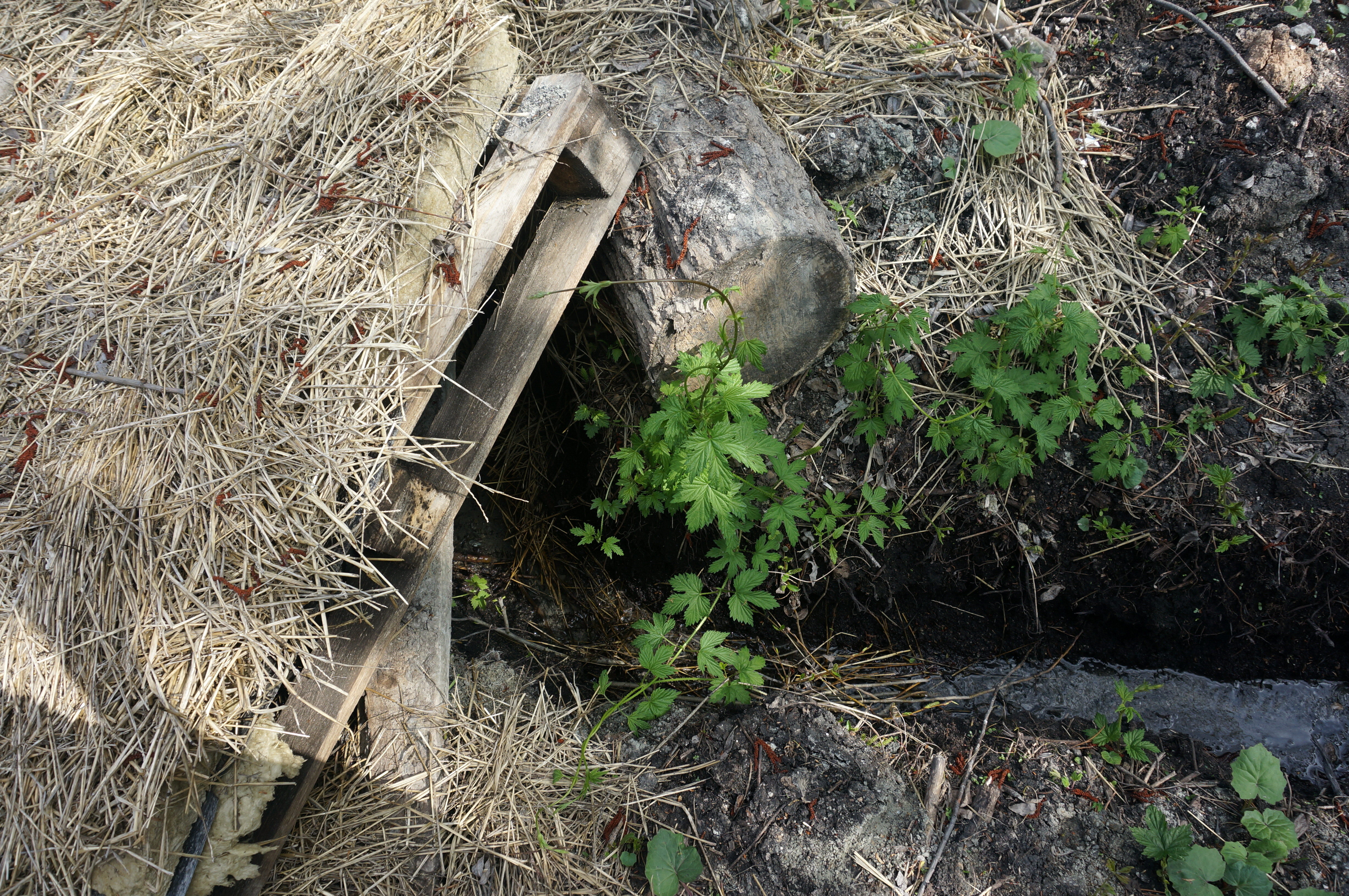
Сток из купальни

Из-за изменений границ охраняемой территории состав представителей флоры и фауны, встречающихся на территории памятника природы, несколько отличается в различных источниках.
В целом в районе памятника флора и фауна типичные для региона: заросли степных кустарников. Ранее отмечалось, что в границах памятника есть каменистые степи реликтового характера, схожие по флористическому составу с каменистыми степями Жигулёвских гор. В районе родников встречались растения, включённые в Красную книгу России: астрагал Цингера, тимьян Жигулёвский (Thymus zhiguliensis), копеечник крупноцветковый, копеечник Разумовского, остролодочник крупноцветковый (Oxytropis floribunda), и в Красную книгу Самарской области: хвойник двухколосковый, лён жёлтый.
В 2012 году, после последнего уменьшения площади памятника природы, на охраняемой территории растения, занесённые в Красную книгу, более не встречались

## Охрана территории

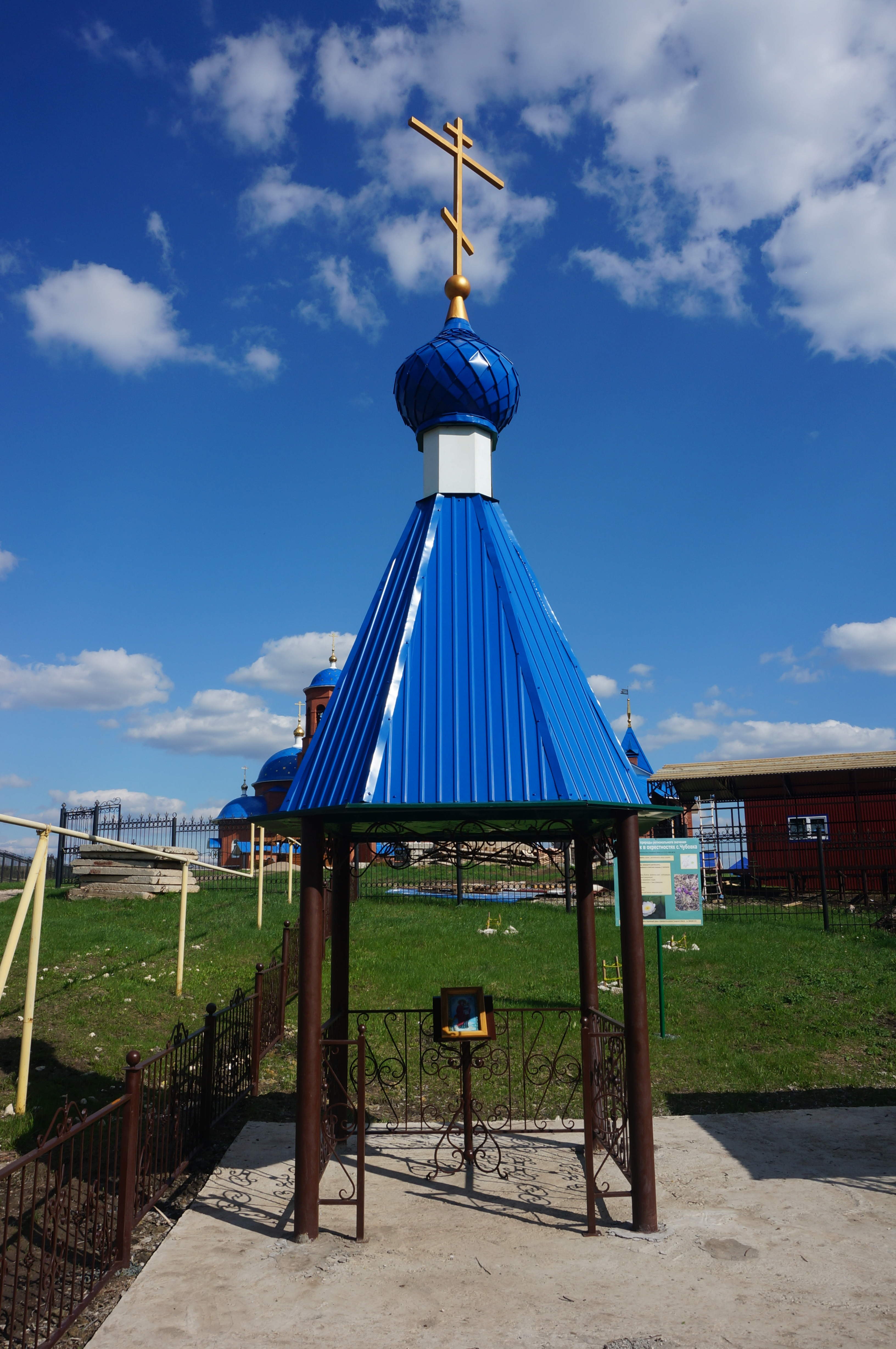
Церковные постройки на охраняемой территории

Фактором негативного воздействия умеренной силы на состояние памятника природы являются чрезмерная рекреационная нагрузка. Угрозой памятнику природы являются возможные пожары.
На территории памятника природы запрещается всякая деятельность, влекущая за собой нарушение его сохранности, в частности: распашка земель и иные работы, связанные с нарушением почвенного покрова; строительство и эксплуатация хозяйственных и жилых объектов, строительство зданий и сооружений, строительство автомобильных и железных дорог, трубопроводов, линий электропередачи и других линий коммуникаций; устройство свалок, складирование и захоронение отходов; мелиоративные работы, гидростроительство, зарегулирование стока; выпас скота; использование токсичных химических препаратов для охраны и защиты лесов и сельскохозяйственных угодий; складирование, хранение, уничтожение пестицидов, агрохимикатов, химических препаратов иного назначения и горюче-смазочных материалов; разведка и добыча полезных ископаемых.
В 2014 году, вопреки статусу памятника природы, на роднике была построена купель при сельском храме Покрова Пресвятой Богородицы — капитальное сооружение на бетонном фундаменте.